# (36930) 2000 SM217
2000 SM217 (asteroide 36930) é um asteroide da cintura principal. Possui uma excentricidade de 0.09476620 e uma inclinação de 11.25134º.
Este asteroide foi descoberto no dia 26 de setembro de 2000 por LINEAR em Socorro.